# Horinczowo
Horinczowo (ukr. Горінчово) – wieś na Ukrainie, w obwodzie zakarpackim, w rejonie chuściańskim, siedziba hromady. W 2001 liczyła 3071 mieszkańców, spośród których 3045 wskazało jako ojczysty język ukraiński, a 26 rosyjski.